# Marganakunte, Bagepalli
Marganakunte là một làng thuộc tehsil Bagepalli, huyện Chikkaballapur, bang Karnataka, Ấn Độ.